# São Bento (Paraíba)
São Bento is een gemeente in de Braziliaanse deelstaat Paraíba. De gemeente telt 30.353 inwoners (schatting 2009).